# Raymond Hughes
Raymond Hughes (* 12. November 1952 in Thomasville (Georgia)) ist ein US-amerikanischer Chorleiter und Dirigent.

## Biographie

### Familie
Raymond Hughes Ururgroßvater John Peter Arnold (* 1823 als Johannes Petrus Arnold; † 1893) stammte aus der deutschen Stadt Boppard am Rhein und kam in den 1840er Jahren nach Thomasville, wo er 1871 die Ziegelei Arnold’s Brick Yard gründete. Hughes Urgroßvater Henry Arnold Senior baute als Architekt zwischen 1890 und 1930 viele Häuser, darunter auch kommerzielle Bauten, die bis heute stehen. Bei ihm wuchs als Halbwaiser Raymond Hughes Vater Osco Hughes (1922 – 2002) auf, der später die Pianistin und Klavierlehrerin Doris, geb. Sutton (1919 – 2006), heiratete. Am 12. November 1952 kam Raymond Hughes als ältester Sohn der beiden auf die Welt. Osco Hughes war Musikalienhändler, hatte eine eigene Band und war seit Gründung der Thomasville Entertainment Foundation 1937 Mitglied und später bis 1983 Vorstand derselben. Es entwickelte sich ein lebendiges musikalisches Leben in der Stadt, das auch Raymond Hughes prägte.

### Ausbildung
Nachdem Abschluss eines Humanistikstudiums 1974 an der University of Georgia studierte Hughes bei Arpad Darazs Musik mit Hauptfach Dirigieren. Neben dem Studium arbeitete er als Hauptkantor und Organist an der Main Street United Methodist Church in Columbia. 1976 gewann der University of South Carolina Konzertchor, dessen stellvertretender Leiter Hughes zu diesem Zeitpunkt war, 1. Preise in allen Kategorien des Chorwettbewerbs Béla Bartók in Debrecen (Ungarn).
Weitere Studien im Dirigieren folgten 1975 an der Indiana University Bloomington und 1976 auf dem Aspen Music Festival.

### Berufliche Laufbahn
1977 kam Hughes an das Pfalztheater in Kaiserslautern, wo er bis 1979 als Repetitor und Kapellmeister arbeitete. Sein Debüt als Dirigent hatte er dort mit der Revue Kleiner Mann – was nun? nach Hans Fallada von Tankred Dorst und Peter Zadek. Für die Spielzeit 1979/80 ging er als Repetitor und Kapellmeister an die Oper in Nürnberg und von 1980 bis 1984 an das Staatstheater Mainz. Von 1982 bis 1984 war er zudem Kantor und Musikdirektor der amerikanischen Hainerberg Chapel in Wiesbaden.
1984 wurde Hughes in Pretoria (Südafrika) zum Hausdirigenten des dortigen Staatstheaters berufen. Von 1986 bis 1991 war er Hausdirigent und Chordirektor der Cape Town Opera und zur gleichen Zeit auch Musikdirektor des Philharmonia Choir of Cape Town, der ältesten Chorgemeinschaft der südlichen Hemisphäre.
In den Sommerspielzeiten 1986 und 1987 gastierte Raymond Hughes als Operndirektor und Chefdirigent des Brevard Music Festivals in North Carolina (USA). Von 1989 bis 1990 war er musikalischer Leiter der Opernschule an der Universität Kapstadt.
In den Jahren 1990 und 1991 pendelte Hughes zwischen Kapstadt und Rom, wo er Norbert Balatsch als Direktor des Chors der Accademia Nazionale di Santa Cecilia vertrat.
Balatsch war es auch, der Hughes dem Dirigenten der Metropolitan Opera James Levine in New York als neuen Chordirektor vorstellte. Von 1991 bis 2008 leitete Hughes damit den einzigen in Vollzeit beschäftigten Berufschor der USA, bestehend aus 80 festangestellten und bis zu 90 teilzeitbeschäftigten Sängern. Höhepunkte seiner Zeit an der Met waren die Arbeit an Otto Schenks Neu-Inszenierung von Die Meistersinger von Nürnberg und Don Pasquale, sowie Franco Zeffirellis Inszenierungen von Carmen und La traviata.
Hughes Russischkenntnisse und die Liebe zur russischen Oper bescherten der Met in Zusammenarbeit mit Waleri Gergijew Neu-Inszenierungen von Tschaikowskijs Pique Dame und Mazeppa, Schostakowitschs Lady Macbeth von Mzensk und Prokofjews Krieg und Frieden. 1996 bereitete Hughes mit Berlioz La damnation de Faust den Met-Chor für dessen Debüt als Konzertensemble mit James Levines Met-Orchester zusammen in der Carnegie Hall vor. Sein Debüt als Dirigent in der Carnegie Hall hatte er 2007 mit Maurice Duruflés Requiem.
Für die Sommersaison 2009 wurde Hughes zum Principal Guest Conductor beim Festival of the Aegean in Syros (Griechenland) ernannt.
Im gleichen Jahr wurde er Chordirektor und Kapellmeister an der Norwegischen Nationaloper, wo er bis 2012 blieb. Von 2012 bis 2019 leitete Hughes die Thomasville (Georgia, USA) Music and Drama Troupe und dirigierte am 22. Dezember 2012 das Weihnachtskonzert des Ensembles im Weißen Haus. Ab 2013 war er zusätzlich Direktor der Thomasville Singers und somit Adjunct Instructor an der Thomas University.
Seit 2014 ist Hughes ständiges Jury-Mitglied der Ekurhuleni Melting Pot National Choral Competition in Johannesburg (Süd-Afrika) – dem größten Chorwettbewerb auf dem afrikanischen Kontinent – und außerdem ständiges Mitglied der Fakultät BelCanto Master Class für Opernsänger in Norwegen.
Für die Saison 2016/17 kehrte er nach Deutschland zurück, um die Direktion des Chores der Deutschen Oper Berlin zu übernehmen.
Die Besonderheiten seiner Arbeit als Chorleiter beschreibt Hughes so: „Ich versuche die Balance zwischen deutlich artikulierter Aussprache und schönem Klang zu finden. Einige [Chorleiter] streben eher klare Aussprache an, einige mehr einen schönen Klang. Ich versuche die goldene Mitte zu finden.“ Zur Einstudierung von Mussorgskijs Oper Boris Godunow in Originalsprache an der Deutschen Oper erklärte er: „Wir proben es erst einmal in aller Deutlichkeit und vernuscheln es hinterher etwas.“
In der Spielzeit 2017/2018 arbeitet Hughes an der Seite von Martin Wright als Stellvertretender Chordirektor der Staatsoper Unter den Linden.
Neben seiner Arbeit als stellvertretender Kantor und Organist an der Luisenkirche in Berlin-Charlottenburg ist Hughes seit August 2019 zurück mit einer Kapellmeister-Assistenz an der Deutschen Oper Berlin.

## Auszeichnungen
- 1993: Distinguished Alumnus Award, University of South Carolina
- 1998: Pinnacle Lifetime Achievement Award des Thomasville-Thomas County Chamber of Commerce, Georgia
- 2001: Distinguished Alumnus Award, Brevard Music Festival
- 2007: Ehre der New Yorker Richard-Wagner-Gesellschaft für den Einsatz für das deutsche Repertoire an der Metropolitan Opera
- 2015: Ernennung zum Ehrenkantor auf Lebenszeit an der St. Thomas Episcopal Church, Thomasville (Georgia)